# The Busker
The Busker је малтешки инди поп бенд, основан 2012. Бенд чине Давид „Dav.Jr" Греч, Жан Пол Борг и Шон Мечен. Они ће представљати Малту на Песми Евровизије 2023. са песмом Dance (Our Own Party).

## Каријера
је формиран у октобру 2012. као дуо који чине певач и гитариста Дарио Ђеновезе и перкусиониста Жан Пол Борг. Две године касније су групи додани басиста и клавијатуриста Дејвид Греч и саксофониста Шон Мичен. Група црпи инспирацију из поп бендова из 1960-их као што су The Beatles и The Beach Boys. Почели су да постављају обраде и оригиналну музику на YouTube. Њихов деби албум Telegram објављен је 2017. године, а следеће године Ladies and Gentlemen. Ђеновезе је напустио групу 2021.
У новембру 2022. објављено је да је The Busker међу 40 учесника на Малтешкој Песми Евровизије 2023, фестивалу који је користио за одабир представника Малте на годишњој Песми Евровизије. Њихова такмичарска песма је Dance (Our Own Party). Након што супрво прошли кроз своје четвртфинале, а затим и кроз полуфинале такмичења, Дана 11. фебруара 2023. Бускер је наступио у финалу, где их је комбиновано гласање жирија и телегласања изабрало за победнике од 16 преосталих такмичара, те су постали представници Малте на Песми Евровизије 2023. у Ливерпулу.

## Чланови
Тренутни
- Давид „Dav.Jr" Греч – вокал, бас, клавијатура
- Жан Пол Борг – бубњеви
- Шон Мичен – саксофон

Бивши
- Дарио Ђеновезе – вокал, гитара

## Дисцографија

### Студијски албуми
- 2017 –
- 2018 –

### ЕП
- 2021 –

### Синглови
- - 2020 – Just a Little Bit More (и Метју Џејмс)
  - 2021 – Don't You Tell Me What to Feel (и Ракела Ди-Џи)
  - 2021 – 
  - 2021 – 
  - 2022 – Miracle
  - 2023 –